# قطار تندرو کلن–فرانکفورت
قطار تندرو کلن–فرانکفورت (انگلیسی: Cologne–Frankfurt high-speed rail line) یک قطار تندرو در کشور آلمان است که از شهر کلن شروع و در شهر فرانکفورت به پایان میرسد.
این راه‌آهن که از سال ۱۹۹۵ تا ۲۰۰۲ ساخته شده ۱۸۰ کیلومتر طول دارد زمان سفر آن ۶۲ دقیقه است.

## نگارخانه

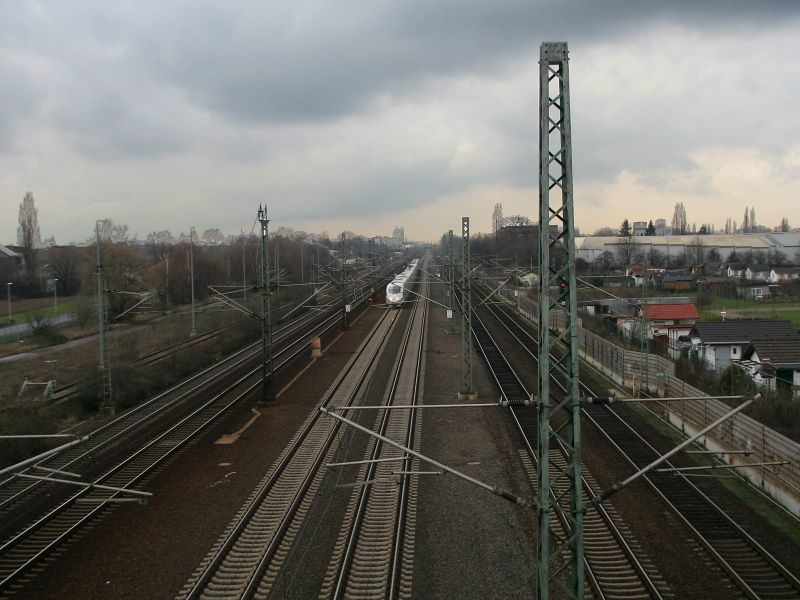
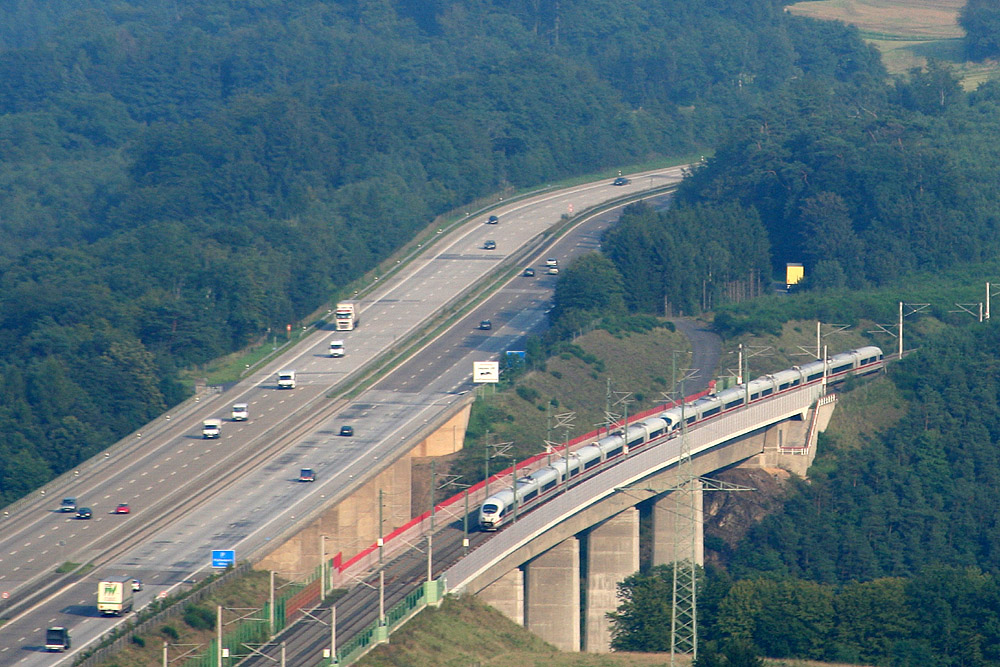
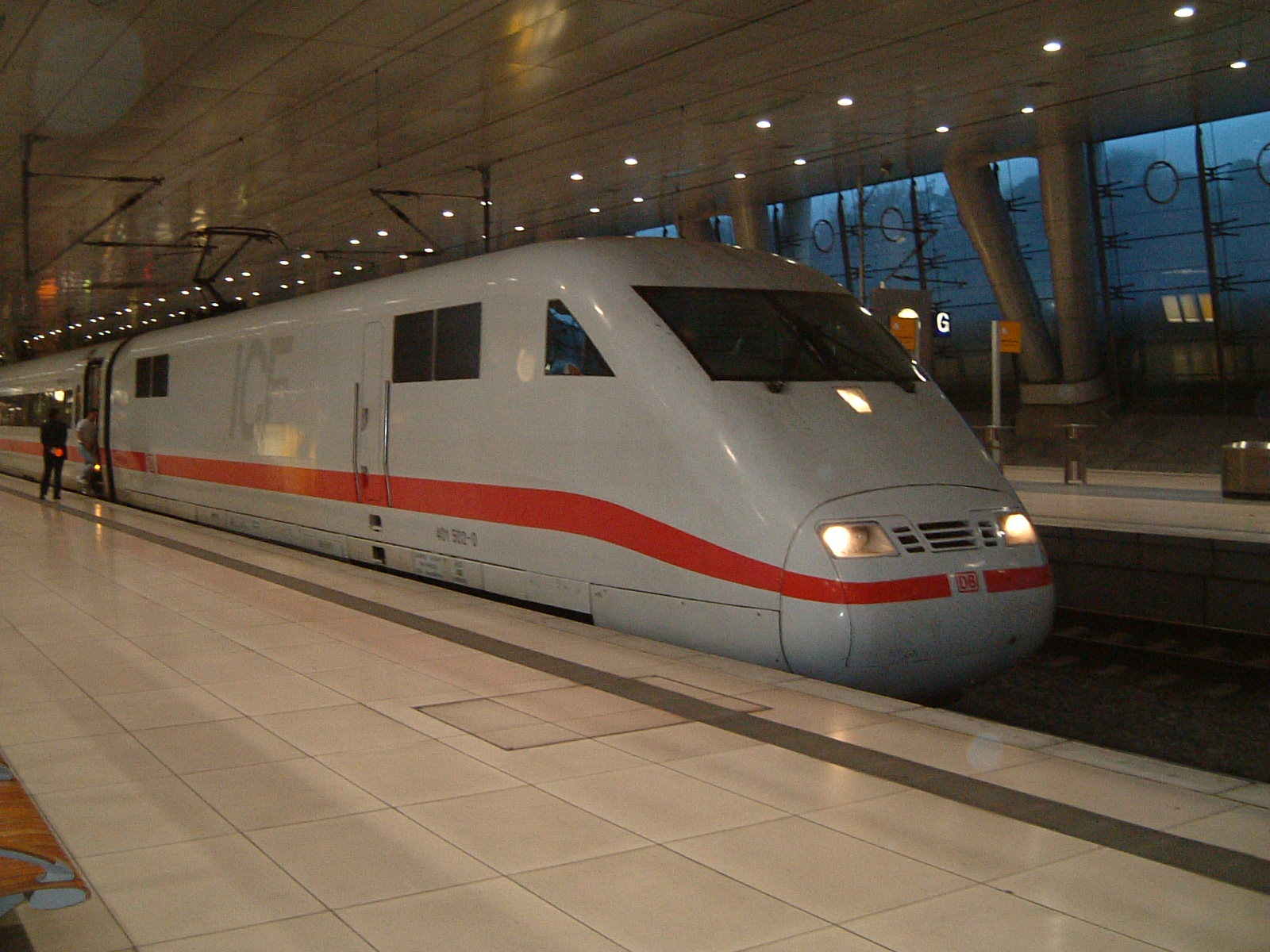
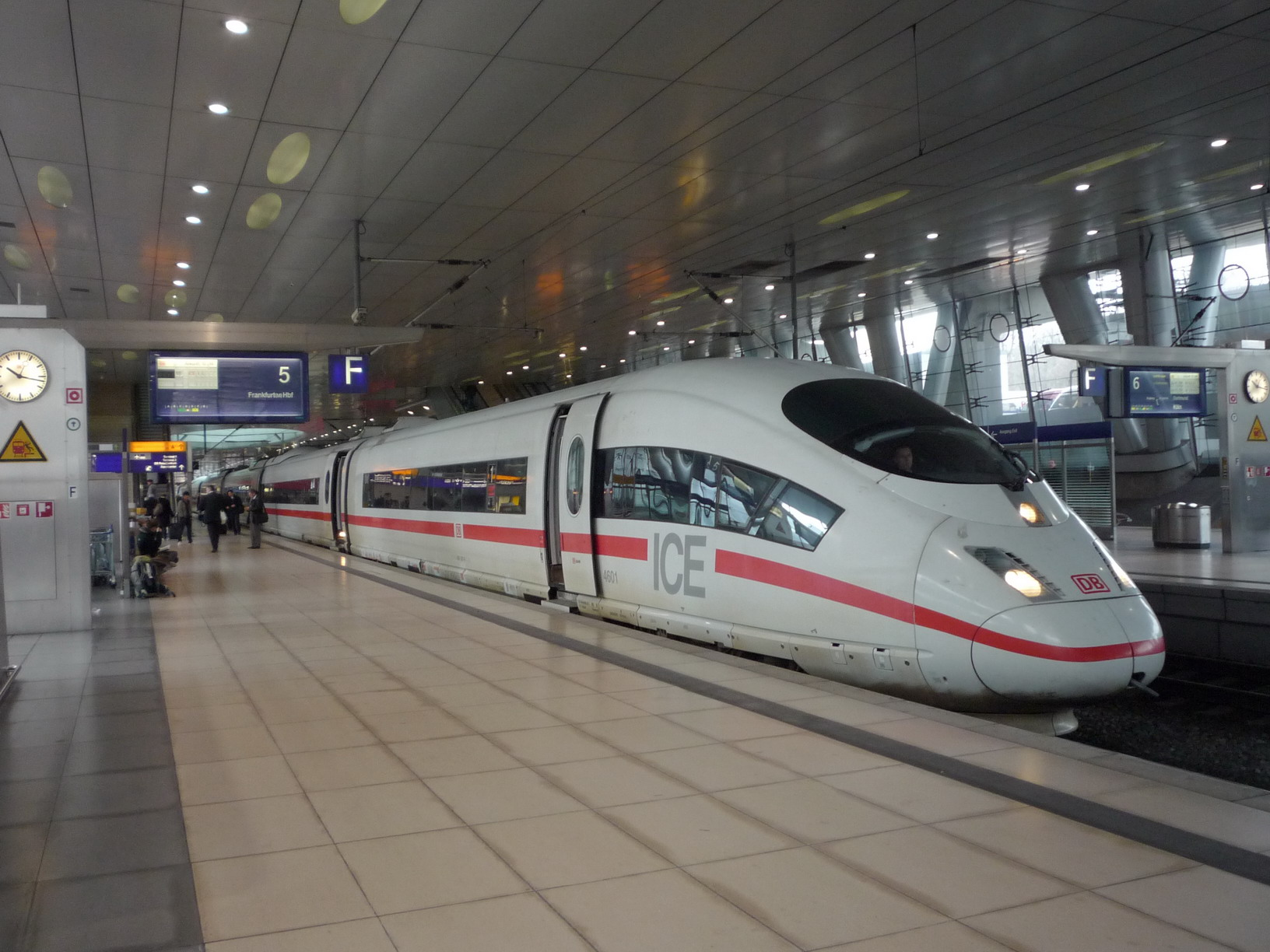